# Selosari (Magetan)
Selosari is een bestuurslaag in het regentschap Magetan van de provincie Oost-Java, Indonesië. Selosari telt 5861 inwoners (volkstelling 2010).